# Charbuy
Charbuy es una localidad y comuna francesa situada en la región de Borgoña, departamento de Yonne, en el distrito de Auxerre y cantón de Auxerre-Nord.

## Demografía
| 873 | 971 | 934 | 1 121 | 1 276 | 1 246 | 1 319 | 1 343 | 1 379 | 1 352 | 1 356 | 1 243 | 1 240 | 1 215 | 1 238 | 1 211 | 1 183 | 1 153 | 1 125 | 1 071 | 943 | 914 | 879 | 841 | 813 | 770 | 778 | 744 | 838 | 1 171 | 1 463 | 1 607 | 1 596 |
| Para los censos de 1962 a 1999 la población legal corresponde a la población sin duplicidades (Fuente: INSEE [Consultar]) |     |     |       |       |       |       |       |       |       |       |       |       |       |       |       |       |       |       |       |     |     |     |     |     |     |     |     |     |       |       |       |       |